# Великий Зігфельд
«Великий Зігфельд» (англ. The Great Ziegfeld, /ˈzɪɡfɛld/) — американський біографічний мюзикл Роберта З. Леонарда 1936 року, володар трьох премій «Оскар», у тому числі за найкращий фільм.

## Сюжет
Фільм-концерт, що розповідає про реального діяча індустрії розваг, бродвейського шоумена й імпресаріо Флоренца Зігфельда.
Яскраві фарсові замальовки, що перемежовуються танцювальними та музичними номерами, заклали фундамент цілого кінематографічного напряму, а сцена телефонної розмови за участю Луїзи Райнер вважається в Голлівуді класичною до сьогодні.

## У ролях
- Вільям Пауелл — Флоренц Зігфельд молодший
- Мірна Лой — Біллі Берк
- Луїза Райнер — Анна Гельд
- Френк Морган — Джек Біллінгс
- Фанні Брайс — камео
- Вірджинія Брюс — Одрі Ден
- Реджинальд Оуен — Семпсон
- Рей Болгер — камео
- Ернест Коссарт — Сідней
- Джозеф Которн — доктор Флоренц Зігфельд старший

## Премії й номінації
Фільм виграв три премії Оскар:
- За найкращий фільм — Metro-Goldwyn-Mayer
- За найкращу жіночу роль — Луїза Райнер
- Найкращому хореографу — Сеймур Фелікс — «A Pretty Girl Is Like a Melody»

І був номінований ще в 4 номінаціях.